# Imaginació

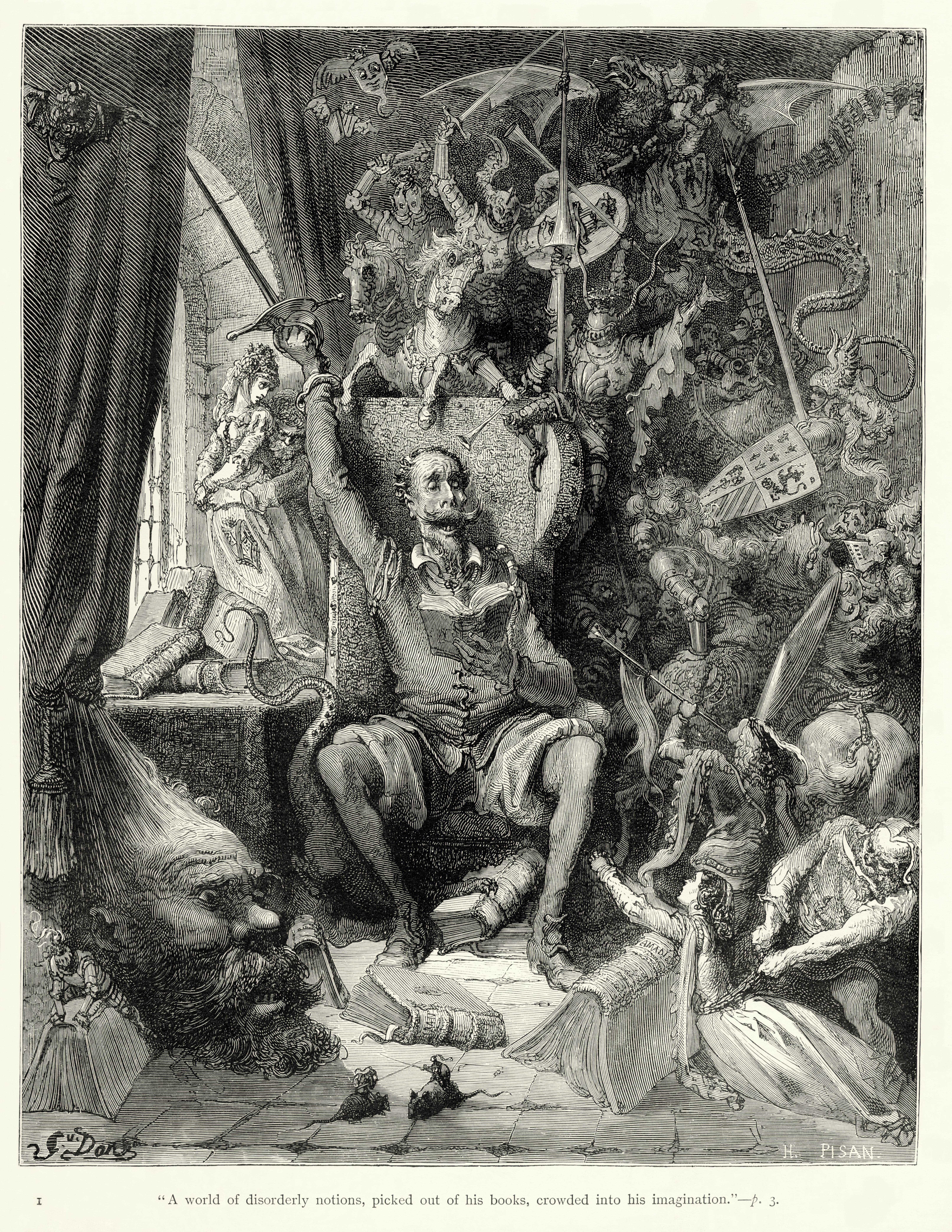
Il·lustració del Quixot de Gustave Doré. "Un món d'idees desordenades es van apinyar en la seva imaginació"

La imaginació (del llatí imaginatĭo, -ōnis) és la facultat de la ment humana de crear imatges mentals o pensar en realitats no percebudes abans, d'inventar noves versions del món; un procés superior que permet a l'individu manipular informació generada intrínsecament amb la finalitat de crear una representació percebuda pels sentits de la ment. Aquests sentits de la ment són els mecanismes que permeten veure un objecte que s'havia visualitzat prèviament però que ja no es troba present en l'ambient. Cal aclarir que quan s'imagina no es redueix només al sentit de la visió, sinó també a altres àrees sensorials.
La imaginació s'assembla al procés de percebre. No obstant això, la primera no es limita a la segona. La imaginació és un procés més abstracte, és a dir, que no necessita un objecte present en la realitat (en aquest instant), ella se serveix de la memòria per manipular la informació i relacionar-la de formes que no depenen de l'estat actual de l'organisme. És a dir, la imaginació pren elements abans percebuts i experimentats, i els transforma en nous estímuls i realitats.
La imaginació es diferencia del somni en què la imaginació s'activa quan l'individu està despert. La imaginació respon a la necessitat de ficció que experimenta tot subjecte i és una de les característiques fonamentals de la personalitat (hi ha persones més imaginatives que d'altres, tot i que es pot educar).

## Funcions de la imaginació
Els orígens de l'estudi de la imaginació daten de les reflexions filosòfiques. No obstant això, el seu posicionament com a matèria d'estudi científic, allunyat d'especulacions metafísiques, es dona amb el naixement de la psicologia experimental, tot i així, es conserva com un component psíquic lluny de ser desxifrat. És només a finals del segle XX i principis del present segle que la imaginació es pren com a desafiament per a la investigació psicològica i neurocientífica, i els mètodes conjunts de neuroimatge i conductuals permeten albirar hipòtesi de com el cervell imagina.
La psicologia ha estudiat la necessitat humana de la ficció, que explica el gust per les històries, l'entreteniment basat en jocs, el teatre o l'art. La imaginació, en oferir versions alternatives de la realitat, ajuda a comprendre el món exterior i li dona un sentit, alhora que allibera el subjecte dels seus límits (per això, es diu que la imaginació està lligada a la llibertat). També ajuda a l'aprenentatge, ja que projecta els resultats futurs dels processos cognitius i ajuda a idear alternatives als problemes plantejats. La imaginació és a la base de la creativitat artística, però també del plantejament d'hipòtesis científiques i de nombrosos invents. Finalment, la imaginació s'activa alhora que la memòria per fer un record passat viu (fins i tot, transformant-lo segons l'emoció associada).
Els psicòlegs han estudiat la imaginació, no només en la seva forma de creativitat i expressió artística, sinó també en la seva forma mundana de la imaginació de tots els dies i han proposat que està basada en els mateixos processos cognitius que el pensament racional.

## Potenciació de la imaginació
La imaginació es pot potenciar mitjançant la narrativa, la contemplació d'obres d'art o el joc simbòlic, així com exercicis de plantejament d'alternatives. També es pot induir una persona a imaginar una situació concreta mitjançant la meditació, els anomenats exercicis espirituals o la suggestió per part d'un psicòleg experimentat. Artificialment, amb la ingestió de drogues o de la hipnosi, es pot aconseguir que la persona surti de l'estat conscient i arribi a l'inconscient, en què es troba la major part dels continguts de la imaginació.